# Dendropanax confertus
Dendropanax confertus är en araliaväxtart som beskrevs av Hui Lin Li. Dendropanax confertus ingår i släktet Dendropanax och familjen Araliaceae. Inga underarter finns listade.